# San Matías (El Salvador)
San Matías è un comune del dipartimento di La Libertad, in El Salvador.